# Genčo Raškov
Genčo Raškov (in bulgaro Генчо Рашков?; 1932) è un ex cestista bulgaro.

## Carriera
Con la Bulgaria ha disputato le Olimpiadi del 1952, segnando 52 punti in 10 partite, i Campionati mondiali del 1959 e tre edizioni dei Campionati europei (1951, 1955, 1959).